# تصوير عصبي وظيفي

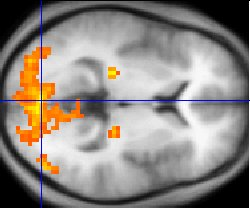

التصوير العصبي الوظيفي هو استخدام تقنيات التصوير العصبي في قياس جانب من وظائف الدماغ، غالبًا ما يترافق مع ملاحظة العلاقة بين نشاط مناطق معينة من الدماغ ووظائف ذهنية معينة وفهمها. اسُتخدم بشكل أساسي كأداة بحثية في علم الأعصاب المعرفي، وعلم النفس المعرفي، وعلم النفس العصبي وعلم الأعصاب الاجتماعي.

## مواضيع التصوير العصبي الوظيفي
يرتبط القياس المستخدم في دراسة معينة عمومًا بسؤال محدد متناول. تختلف قيود القياسات بين التقنيات. على سبيل المثال، يسجل «إم إي جي» و«إي إي جي» التقلبات الكهربائية أو المغناطيسية التي تحدث مع نشاط مجموعة من العصبونات. تُعد هذه الوسائل ممتازة في قياس المسار الزمني للأحداث العصبية (في حدود أجزاء من الألف من الثانية) إلا أنها سيئة عمومًا في قياس مكان حدوث تلك الأحداث. يقيس «بّي إي تي» و«إف إم آر آي» التغيرات في مكونات الدم قرب الحدث العصبي. نظرًا لبطء تغيرات الدم القابلة للقياس (في حدود الثواني)، تُعد هذه الوسائل أسوأ بكثير في قياس المسار الزمني للأحداث العصبية، إلا أنها أفضل عمومًا في قياس الموقع.
تركز «دراسات التنشيط» التقليدية على تحديد أنماط التوزيع لنشاط الدماغ المرتبطة بمهام محددة. مع ذلك، يستطيع العلماء فهم وظائف الدماغ بشكل أكثر شمولًا عن طريق دراسة التفاعل بين مناطق الدماغ المختلفة، إذ ينتج قدر كبير من المعالجة العصبية عن شبكات متكاملة من عدة مناطق في الدماغ. يشمل المجال النشط لبحوث التصوير العصبي كلًا من فحص الاتصال الوظيفي لمناطق الدماغ المتباعدة مكانيًا. تسمح تحليلات الاتصال الوظيفي بتوصيف التفاعلات العصبية بين المناطق خلال مهام معرفية أو حركية محددة أو مجرد نشاط عفوي خلال الراحة. أتاح «إف إم آر آي» و«بّي إي تي» إنشاء خرائط اتصال وظيفي للتوزيعات المكانية المختلفة في مناطق الدماغ المرتبطة مؤقتًا فيما يُعرف بالشبكات الوظيفية. أكدت عدة دراسات باستخدام تقنيات التصوير العصبي وجود نشاط في المناطق البصرية الخلفية لدى الأفراد المكفوفين خلال أداء المهام غير البصرية مثل قراءة برايل، استرجاع الذاكرة وتحديد الموقع الصوتي وغيرها من الوظائف السمعية.
تتمثل إحدى الطرق المباشرة لقياس الاتصال الوظيفي في ملاحظة كيفية تأثير التحفيز المطبق على أحد أجزاء الدماغ في المناطق الأخرى. يمكن إنجاز ذلك بشكل غير جراحي لدى البشر عن طريق دمج التحفيز المغناطيسي للدماغ مع إحدى أدوات التصوير العصبي مثل «بّي إي تي» و«إف إم آر آي» و«إي إي جي». استخدم ماسيميني وآخرون (ساينس، 30 سبتمبر 2005) تقنية «إي إي جي» في تسجيل كيفية انتشار النشاط من موقع التنبيه. وأفادوا أنه في نوم حركة العين غير السريعة، على الرغم من استجابة الدماغ بقوة للتنبيه، ينخفض الاتصال الوظيفي بشكل كبير مقارنة بمستواه خلال اليقظة. بالتالي، خلال النوم العميق، «لا تتكلم مناطق الدماغ مع بعضها».
يعتمد التصوير العصبي الوظيفي على بيانات من مختلف مجالات علم الأعصاب المعرفي وعلم الأعصاب الاجتماعي، بما في ذلك العلوم البيولوجية الأخرى (مثل علم التشريح العصبي والفيزيولوجيا العصبية)، والفيزياء والرياضيات، من أجل زيادة تطوير التقنية وصقلها.